# Matthias Dieda
Matthias Dieda (ur. 5 lutego 1996) – francuski zapaśnik walczący w stylu klasycznym. Wicemistrz śródziemnomorski w 2016. Mistrz Francji juniorów w 2015